# Palazzo dei Diamanti

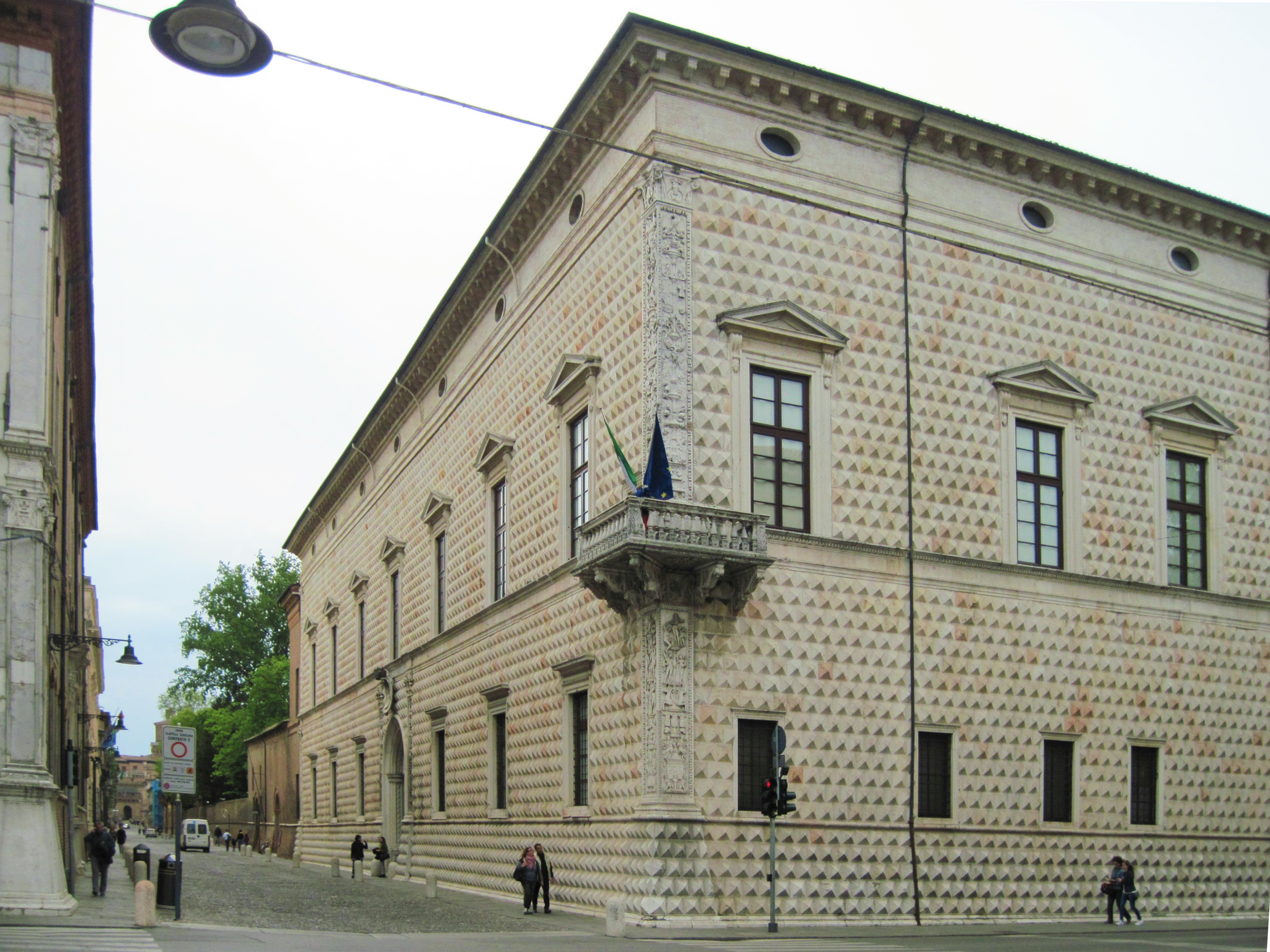
Palazzo dei Diamanti in Ferrara

Der Palazzo dei Diamanti (deutsch: Palast der Diamanten) ist ein Museumsgebäude in der Provinzhauptstadt Ferrara in der Region Emilia-Romagna in Oberitalien, das eine wichtige, vorwiegend aus Werken ferraresischer Maler bestehende Gemäldegalerie beherbergt.

## Gebäude
Das von Biagio Rossetti entworfene Gebäude verdankt seinen Namen der architektonisch eigenwilligen Gestaltung seiner Marmor-Fassade, die auf Anordnung des Bauherrn Ercole I. aus 12.600 Marmorblöcken zusammengesetzt wurde, deren Stirnseiten nicht flach sind, sondern pyramidenförmig und die deshalb an geschliffene Diamanten erinnern. Ein geschliffener Diamant war das Wahrzeichen Ercoles I., das er auch in seinem Wappen verwendete. Der Frührenaissancebau wurde 1492 begonnen und 1567 mit dem Kreuzgesims vollendet.

## Ausstellungen
Im Obergeschoss befindet sich die Nationale Gemäldegalerie (Pinacoteca Nazionale di Ferrara) mit Werken der Vertreter der Ferrareser Schule wie Cosmè Tura (1430–1495), Ercole de’ Roberti (ca. 1450–1496), Domenico Panetti (ca. 1470–1513), Dosso Dossi (ca. 1479–1542), Giovanni Battista Benvenuti alias Ortolano (ca. 1480–1525), Sebastiano Filippi alias Bastianino (ca. 1528–1602) und Carlo Bononi (1569–1632). Dem im 19. Jahrhundert hoch stilisierten Benvenuto Tisi Garofalo (1481–1559) sind ein paar separate Ausstellungsräume gewidmet. Weiters sind Werke des in Ferrara geborenen Malers Ippolito Scarsella alias Scarsellino (1551–1621) sowie des florentinischen Malers, Bildhauers und Architekten Giotto di Bondone (ca. 1266–1337) und anderer Künstler zu sehen.
Im Saal 10 cenacoli („Abendmahle“ oder „Speisesäle“) werden großflächige Gemälde aus klösterlichen Speisesälen von Ippolito Scarsella (Ultima cena und Nozze di Cana) sowie Carlo Bononi (Nozze di Cana) gezeigt. Im großen Ehrensaal (il grande salone d'onore) befinden sich ebenfalls großformatige Gemälde von Domenico Panetti (Angelo annunziante, Vergine annunziata), Giuseppe Mazzuoli alias Bastarolo (Deposizione dalla croce) und Garofolo (Adorazione dei Magi, L'Adorazione dei Magi con San Bartolomeo).
Im Untergeschoss ist die Galerie für Moderne Kunst untergebracht, in welcher seit 1992 temporäre Ausstellungen gezeigt werden, zum Beispiel:
- 2013: Zurbarán.[2]
- 2014: Matisse. La Figura. La forza della linea, l'amor del colore.
- 2016: Giorgio de Chirico.